# Carl-Hugo Ryrberg
Carl-Hugo Ryrberg (folkbokförd Carl Hugo Ryrberg), född 9 oktober 1920 i Mariestads församling i dåvarande Skaraborgs län, död 5 mars 2013 i Kristinehamns församling i Värmlands län, var en svensk läkare.
Ryrberg var son till mejeriägaren Tell Ryrberg och Therese Nilsson. Efter studentexamen i Stockholm 1939 följde akademiska studier, genom vilka Ryrberg blev medicine kandidat 1944 och medicine licentiat vid Uppsala universitet 1950.
Han hade olika läkarförordnanden 1947–1950, var andre och förste underläkare vid kirurgiska avdelningen på Linköpings lasarett 1950–1955, blev andre underläkare vid medicinska avdelningen 1955, vid kirurgiska avdelningen på Göteborgs barnsjukhus 1956, var förste underläkare vid kirurgiska kliniken på Akademiska sjukhuset 1956–1960 och biträdande överläkare vid kirurgiska avdelningen på Luleå lasarett 1960–1966. År 1966 blev han styresman vid Lycksele lasarett samt överläkare vid dess kirurgiska klinik. Han gick över till kirurgiska kliniken på Sjukhuset i Kristinehamn 1968 och blev chefsläkare vid Östra Sjukvårdsdistriktet i Värmlands läns landsting 1981.
Ryrberg var förste kurator vid Västgöta nation 1946–1947 och nordisk ombudsman vid Uppsala medicinares förening 1945–1946. Han författade skrifter i kirurgi och obstetrik.
Han var från 1949 till sin död gift med filosofie kandidat Kerstin Kågström (född 1925), dotter till fabrikören Simon Kågström och Greta Falck. De fick tre söner mellan 1950 och 1956. En sondotter är skådespelaren Anna Ryrberg.